# Долговец, Сергей Дмитриевич
Долговец Сергей Дмитриевич (27 мая 1911, Конотоп — 24 октября 1991, Запорожье) — советский военнослужащий, командир расчёта 45-миллиметрового орудия 646-го стрелкового полка 152-й стрелковой дивизии 28-й армии 1-го Белорусского фронта, сержант; 3-го Белорусского фронта; 1-го Украинского фронта, старший сержант. Полный кавалер ордена Славы.

## Биография
Родился 27 мая 1911 года в Конотопе в семье рабочего. Украинец. Окончил 5 классов (1927). Работал токарем на Конотопском паровозоремонтном заводе, затем в Запорожском райпромкомбинате.
В Красной армии в 1933—1936 и с июня 1941.
На фронте в Великую Отечественную войну с июня 1941. Командир расчета 45-мм орудия 646-го стр. полка (152-я стр. див., 28-я армия, 1-й Белорус. фронт) сержант Д. 6.7.44 в бою за нас. пункт Новосёлки (у г. Барановичи,Белоруссия) поставил орудие на прямую наводку и, командуя бойцами, подбил 2 нем. танка. 30.7.44 нагр. орд. Славы 3 ст.
21.01.45 в бою на подступах к г. Инстербург (Вост. Пруссия, ныне г. Черняховск Калининград. обл.) ст. сержант Д. (тот же боев. состав, 3-й Белорус. фронт) огнём из орудия накрыл 2 пулемет. точки пр-ка с прислугой. Через день при захвате опорного пункта Хохлинденбург прямой наводкой поразил 2 пулемета с расчетами. 16.02.45 нагр. орд. Славы 2 ст.
28.4—2.5.45 Д. в составе тех же полка, див. и армии (1-й Укр. фронт) во время уличных боев в Берлине (Германия) уничтожил со своим расчетом ок. 20 солдат пр-ка, подавил 5 огн. точек, разбил прямыми попаданиями 10 повозок с воен. имуществом и 6 грузовиков с боеприпасами. 26.5.45 нагр. орд. Славы 2 ст., 27.02.58 перенагр. орд. Славы 1 ст.
В окт. 1946 демобилизован. Жил в городе Запорожье (Украина). Работал токарем на Запорож. опытно-эксперимент. з-де. Нагр. орд. Отечественной войны 1 ст., медалями. Умер 24.10.1991.
Принимал участие в обороне Харькова, Корсунь-Шевченковской операции, освобождении Белоруссии, Польши, Латвии, Литвы. Отличился в боях на Барановичском и Кенигсбергском направлениях, при штурме Берлина. Был ранен. Командир расчета 45-миллиметрового орудия 646-го стрелкового полка (152-я стрелковая дивизия, 28-я армия, 1-й Белорусский фронт) сержант Сергей Долговец 6 июля 1944 года в бою за населенный пункт Новосёлки (у города Барановичи Белоруссии) поставил орудие на прямую наводку и, командуя бойцами, подбил 2 немецкие танка. Указом Президиума Верховного Совета СССР от 30 июля 1944 года за образцовое выполнение заданий командования в боях с немецко-фашистскими захватчиками сержант Долговец Сергей Дмитриевич награждён орденом Славы 3-й степени. 21 января 1945 года в бою на подступах к городу Инстербург (Восточная Пруссия) старший сержант Сергей Долговец (3-й Белорусский фронт) огнём из орудия накрыл 2 пулеметные точки противника с прислугой. Через день при захвате опорного пункта Хохлинденбург (Восточная Пруссия) прямой наводкой поразил 2 пулемета с расчетами. Указом Президиума Верховного Совета СССР от 16 февраля 1945 года за образцовое выполнение заданий командования в боях с немецко-фашистскими захватчиками старший сержант Долговец Сергей Дмитриевич награждён орденом Славы 2-й степени. С 28 апреля по 2 мая 1945 года старший сержант Сергей Долговец (1-й Украинский фронт) во время уличных боев в Берлине уничтожил со своим расчетом около 20 солдат противника, подавил 5 огневых точек, разбил прямыми попаданиями 10 повозок с военным имуществом и 6 грузовиков с боеприпасами, за что 26 мая 1945 года награждён повторно орденом Славы 2-й степени. Указом Президиума Верховного Совета СССР от 27 февраля 1958 года за образцовое выполнение заданий командования в боях с немецко-фашистскими захватчиками Долговец Сергей Дмитриевич перенаграждён орденом Славы 1-й степени, став полным кавалером ордена Славы.
В 1945 году С.Д.Долговец демобилизован из рядов Красной Армии. Работал токарем на Запорожском опытно-экспериментальном заводе. Жил в областном центре Запорожской области Украины – городе Запорожье. Скончался 24 октября 1991 года. Награждён орденом Отечественной войны 1-й степени, орденами Славы 1-й, 2-й и 3-й степени, медалями. 